# Grotta di Su Mannau
Die Grotta di Su Mannau ist eine teilweise für den Tourismus erschlossene etwa 8200 Meter lange Tropfsteinhöhle im Südwesten der Mittelmeerinsel Sardinien. Sie liegt etwa vier Kilometer südlich von Fluminimaggiore im Kalkstein der Terras Nieddas, einem Bergmassiv, das in der Punta Conca s'Ommu mit 613 Metern Höhe über dem Meer seinen höchsten Punkt hat. Aufgrund ihrer bis zu 30 Meter hohen Säle trägt sie den Namen Grotta di Su Mannau (deutsch: Riesenhöhle).

## Geologie
Entstanden ist die Grotta di Su Mannau durch Gebirgsbäche, die sich in Jahrtausenden durch das Deckgebirge, das in dem Teil Sardiniens aus Kalkstein besteht, erodiert haben. Dabei wurden vorwiegend Aragonit- und Calcitgalerien freigelegt. Tropfsteine erreichen in dieser Höhle Längen bis zu acht Metern und Durchmesser bis 50 cm.   

## Römischer Tempel
Ein unmittelbar am Eingang gelegener Saal diente zu römischer Zeit als unterirdischer Tempel, in dem ein Wasserkult zelebriert wurde. Im Sediment wurden zahlreiche Votivlampen aus Ton gefunden, die auf eine Verwendung des Raumes als Kultstätte schließen lassen. Ein von den Römern angelegter Weg führt von der Höhle aus zum etwa zwei Kilometer entfernten südlich gelegenen Tempel von Antas (Tempio di Antas).

## Touristische und wissenschaftliche Erschließung
Die Höhle erstreckt sich über ein Gebiet von 8200 mal 3750 Metern, wovon 500 Meter Ganglänge für den Tourismus über Stege erschlossen sind. Der Eingang befindet sich in 220 Metern Höhe über dem Meer und der Unterschied zwischen dem höchsten und dem niedrigsten Punkt beträgt etwa 50 Höhenmeter. Die Temperatur liegt bei 16 °C, die relative Luftfeuchtigkeit bei 98 % und die Wassertemperatur bei 15 °C. Ein anderthalb Kilometer langer Teil der Höhle kann im Rahmen von wissenschaftlichen speläologischen Führungen begangen werden. 

## Fauna
Nachgewiesen wurden im Wasser der Höhle endemisch lebende Krebstiere (Stenasellus Nuragicus), außerdem kommen in der Höhle Doppelfüßer (Callipus Hamuliger), sowie Fledermäuse der Familie Hufeisennasen (Rhinolophus) vor.